# Разобщающие белки

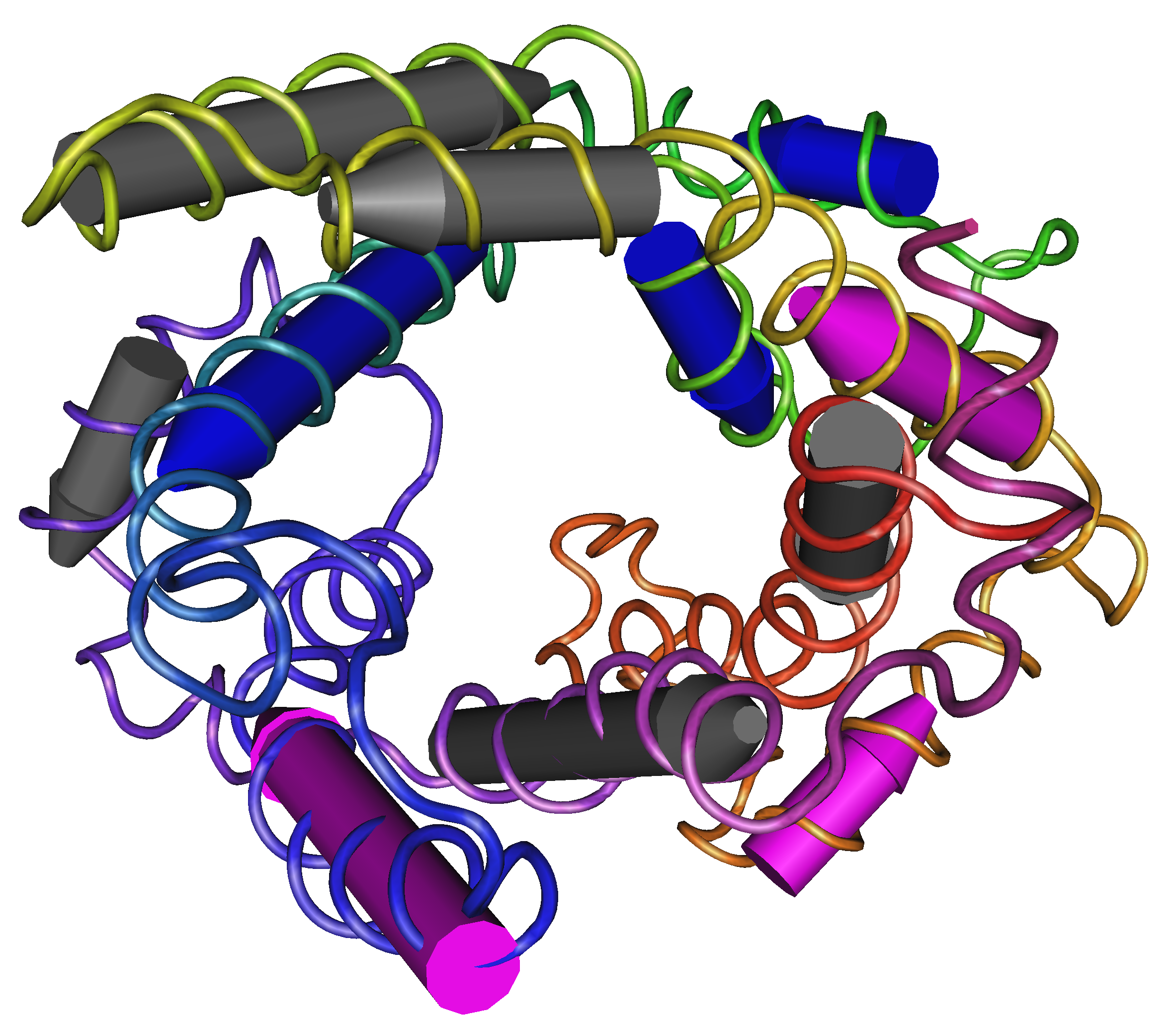
Митохондриальный разобщающий белок 2.

Разобщающие белки — белки внутренней мембраны митохондрий, которые пропускают через себя протоны без синтеза АТФ, с преобразованием энергии протонного градиента в тепло. Процесс генерации тепла напрямую конкурирует с окислительным фосфорилированием.
У млекопитающих известно пять типов разобщающих белков:
- UCP1, также известный как термогенин
- UCP2
- UCP3
- SLC25A27, также известный как UCP4
- SLC25A14, также известный как UCP5

Разобщающие белки играют важную роль в нормальной физиологии, обеспечивая выработку тепловой энергии на холоду или во время спячки (см. термогенез), на что расходуется энергия протонного градиента. Однако некоторые вещества, такие как 2,4-динитрофенол и карбонилцианид-m-хлорфенилгидразон (КЦХГ) также вызывают разобщение перехода протона через мембрану с синтезом АТФ и считаются ядами. Салициловая кислота также является разобщающим агентом и снижает производства АТФ с повышением температуры тела, если её принимать в чрезмерных дозах. Экспрессия разобщающих белков увеличиваются тиреоидным гормоном, норэпинефрином, эпинефрином и лептином.